# Лисовски, Джек
Джек Лисо́вски (англ. Jack Lisowski; род. 1991) — английский профессиональный игрок в снукер, который начал выступать в мэйн-туре в сезоне 2010/11.

## Биография и карьера
Родился 25 июня 1991 года в городе Челтнем, в настоящее время проживает в Глостере. О своей фамилии Джек говорил: "Мой дед был украинцем, однако мне регулярно говорят, что это польская фамилия. Однажды я определенно хочу узнать наверняка, где лежат некоторые из моих корней".
С февраля 2015 года Джек находится в браке со своей женой Джейми .

### Любительская карьера
В 2007 году Лисовски был финалистом юниорского турнира Pot Black Cup.
Затем у Джека диагностировали лимфому Ходжкина, и он на целый год вынужден был прекратить занятия снукером. Он сумел побороть серьёзное заболевание и вернулся в серию PIOS.
В сезоне 2009/10 Лисовски, благодаря двум победам, занял первое место в туре PIOS, что дало ему право перейти в мэйн-тур и получить статус профессионала.
В 2010 году Лисовски стал победителем старейшего снукерного турнира в Великобритании — чемпионата Англии среди любителей (разыгрывается с 1916 года). В финале чемпионата, который проходил в шеффилдской Академии снукера, он со счётом 9:2 обыграл Лео Фернандеса.

### Профессиональная карьера

#### Сезон 2010/11
На 3-м этапе низкорейтинговой серии турниров Players Tour Championship Лисовски добился первого значимого успеха: дошёл до финала, где уступил Тому Форду со счётом 0:4, но при этом заработал 1600 рейтинговых очков и приз в £5,000. Это были его первые призовые в профессиональном туре. Затем в феврале 2011 года Джек впервые вышел в финальную стадию рейтингового турнира — German Masters, и повторил это достижение на Welsh Open. На чемпионате мира он проиграл в предпоследнем раунде квалификации Стиву Дэвису со счётом 9:10.
По итогам сезона Лисовски занял 52-е место в рейтинге и был назван «новичком года» в мэйн-туре.

## Достижения в карьере

### Профессиональные турниры
- UK Players Tour Championship 1 (2012-2013) - финалист.
- Riga Masters 2018 - финалист.
- Чемпионат Великобритании 2018 - 1/8 финала.
- Чемпионат мира 2018 - 1/8 финала.
- China Open 2019 - финалист.
- Scottish Open 2019 - финалист.
- World Grand Prix 2020 — финалист.

### Любительские турниры
- Чемпионат Англии по снукеру среди любителей победа — 2010

## Места в мировой табели о рангах
| Сезон                 | Место |
| --------------------- | ----- |
| 2010/11               | Дебют |
| 2011/12               | 49    |
| 2012/13               | 40    |
| 2012/13. 1-й пересчёт | 38    |
| 2012/13. 2-й пересчёт | 43    |
| 2012/13. 3-й пересчёт | 39    |
| 2013/14               | 35    |